# Rafajovce
Rafajovce est un village de Slovaquie situé dans la région de Prešov.

## Histoire
Première mention écrite du village en 1596.

## Démographie

### Évolution de la population
| Année:               | 1994. | 2004.   | 2014.   | 2024.    |
| -------------------- | ----- | ------- | ------- | -------- |
| Nombre de personnes: | 168   | 173     | 190     | 159      |
| Différence:          |       | +2,97 % | +9,82 % | -16,31 % |

| Année:               | 2023. | 2024.   |
| -------------------- | ----- | ------- |
| Nombre de personnes: | 163   | 159     |
| Différence:          |       | -2,45 % |